# 原虎一
原 虎一（はら とらいち、1897年〈明治30年〉11月16日 - 1972年〈昭和47年〉7月3日）は、日本の労働運動家、政治家。参議院議員（1期）。

## 経歴
岡山県御津郡今村田中（現・岡山市）で生まれた。早稲田工手学校を卒業した。
1922年（大正11年）、日本労働総同盟（総同盟）に加入。1924年（大正13年）、東京鉄工組合の設立に関わり主事に就任。その後、総同盟中央執行委員、社会民衆党本部役員、東京市会議員、同参事会員などを歴任。1935年（昭和10年）、ジュネーヴで開催の第19回国際労働総会に労働代表顧問として出席した。
1946年（昭和21年）、日本労働組合総同盟総主事に就任。1947年（昭和22年）4月、第1回参議院議員通常選挙に全国区から日本社会党所属で出馬して当選し、同院労働委員長を務めた。1953年（昭和28年）の第3回参議院議員通常選挙に右派社会党公認で全国区から立候補したが、落選した。
その他、東京地方裁判所借地借家調停委員、中央労働委員、鉄道会議議員、日本社会党中央執行委員、同埼玉県連会長などを務めた。
1958年（昭和33年）、財団法人日本労働会館理事長に就任した。
1968年（昭和43年）春の叙勲で長年の社会運動や国政参与の功により勲三等旭日中綬章受章（勲八等からの昇叙）。
1972年7月3日死去、74歳。死没日をもって正五位に叙される。

## 著作
- 『労働組合の前進』労働文化社、1947年。

## 伝記
- 『原虎一 : 一労働運動家の生涯』日本労働会館、1988年。